# Right Now (dal)
A Right Now a Korn egyik dala az együttes Take a Look in the Mirror című hatodik stúdióalbumról. Kislemezen 2003. október 7-én jelent meg. Általában ez a koncertek nyitószáma.

## Slágerlistás szereplés
- US Billboard Bubbling Under Hot 100: 19. hely
- US Billboard Alternative Songs: 13 hely
- US Billboard Mainstream Rock Songs: 11. hely

## Videó klip
A videóklip 2003-ban jelent meg. Egy mazochista emberről szól, és rajzfilm formában van megszerkesztve.

## Fordítás
Ez a szócikk részben vagy egészben  a   Right Now (Korn song) című angol Wikipédia-szócikk fordításán alapul.  Az eredeti cikk szerkesztőit annak laptörténete sorolja fel. Ez a jelzés csupán a megfogalmazás eredetét és a szerzői jogokat jelzi, nem szolgál a cikkben szereplő információk forrásmegjelöléseként.